# Coenonympha pamphiloides
Coenonympha pamphiloides är en fjärilsart som beskrevs av Tryon Reakirt 1866. Coenonympha pamphiloides ingår i släktet Coenonympha och familjen praktfjärilar. Inga underarter finns listade i Catalogue of Life.